# Socialutskottet (Sverige)
Socialutskottet (SoU) är ett utskott i Sveriges riksdag. Utskottet bereder ärenden som rör omsorger om barn och ungdom utom förskoleverksamhet och skolbarnsomsorg, omsorg om äldre och handikappade, åtgärder mot missbruk och andra socialtjänstfrågor. Det bereder även ärenden om alkoholpolitiska åtgärder, hälso- och sjukvård samt sociala ärenden i övrigt.
Utskottets ordförande är Christian Carlsson (KD) och dess vice ordförande är Fredrik Lundh Sammeli (S).

## Lista över utskottets ordförande
| Namn | Namn                     | Ämbetsperiod | Politisk tillhörighet |
| ---- | ------------------------ | ------------ | --------------------- |
|      | Göran Karlsson           | -            | Socialdemokraterna    |
|      | Ingemar Eliasson         | 1982–1985    | Folkpartiet           |
|      | Daniel Tarschys          | 1985–1991    | Folkpartiet           |
|      | Bo Holmberg              | 1991–1994    | Socialdemokraterna    |
|      | Sten Svensson            | 1994–1998    | Moderaterna           |
|      | Ingrid Burman            | 1998–2006    | Vänsterpartiet        |
|      | Kenneth Johansson        | 2006–2012    | Centerpartiet         |
|      | Anders W. Jonsson        | 2012-2014    | Centerpartiet         |
|      | Emma Henriksson          | 2014-2018    | Kristdemokraterna     |
|      | Acko Ankarberg Johansson | 2018-2022    | Kristdemokraterna     |
|      | Christian Carlsson       | 2022-        | Kristdemokraterna     |

## Lista över utskottets vice ordförande
| Namn | Namn                     | Ämbetsperiod | Politisk tillhörighet |
| ---- | ------------------------ | ------------ | --------------------- |
|      | Sten Svensson            | 1991–1994    | Moderaterna           |
|      | Bo Holmberg              | 1994–1996    | Socialdemokraterna    |
|      | Ingrid Andersson         | 1996–1998    | Socialdemokraterna    |
|      | Chris Heister            | 1998–2002    | Moderaterna           |
|      | Chatrine Pålsson Ahlgren | 2002–2006    | Kristdemokraterna     |
|      | Mona Sahlin              | 2006–2007    | Socialdemokraterna    |
|      | Ylva Johansson           | 2007–2010    | Socialdemokraterna    |
|      | Lena Hallengren          | 2010–2014    | Socialdemokraterna    |
|      | Veronica Palm            | 2014–2015    | Socialdemokraterna    |
|      | Anna-Lena Sörenson       | 2015–2018    | Socialdemokraterna    |
|      | Kristina Nilsson         | 2018–2022    | Socialdemokraterna    |
|      | Fredrik Lundh Sammeli    | 2022–        | Socialdemokraterna    |